# Ниетъярви
Ни́етъя́рви (фин. Nietjärvi) — озеро на территории Питкярантского городского поселения Питкярантского района Республики Карелия.

## Общие сведения
Площадь озера — 1,7 км². Располагается на высоте 44,0 метров над уровнем моря.
Форма озера овальная, немного вытянутая с севера на юг. Берега большей частью заболочены.
В озеро втекает ручьи: с востока — Кохтооя (фин. Kohtoja), с юга — ручей без названия, с северо-востока — Ряменоя (фин. Rämeenoja). Из северной оконечности озера вытекает ручей Ниетоя (фин. Nietoja), который через три километра соединяется с рекой Койринйоки, впадающей в Ладожское озеро.
Озеро расположено в трёх километрах к северу от города Питкяранта, до которого по дороге местного значения около четырёх километров.
Код водного объекта в государственном водном реестре — 01040300211102000013797.
Название озера переводится с финского языка как «заметённое снегом озеро».